# Ove Balthasar Bøggild
Ove Balthasar Bøggild (16. maj 1872 i Jetsmark ved Brønderslev – 13. november 1956 i København) var en dansk mineralog.
Bøggild blev student fra Aalborg Katedralskole 1890, studerede naturvidenskabelige fag, blev cand. mag. 1896 og knyttedes samme år som assistent til universitetets mineralogiske museum; 1904 ansattes han tillige som docent ved den polytekniske læreanstalt og udnævntes 1912 til professor mineralogiæ ved universitetet og direktør for Mineralogisk Museum, hvilket han var indtil 1942.
Bøggild har navnlig studeret grønlandske mineraler og har foretaget undersøgelser på Færøerne, i Grønland og på de dansk-vestindiske øer; desuden har han berejst dele af Europa og Canada. Af de talrige mineralogiske og krystallografiske arbejder, han offentliggjorde, kan navnlig fremhæves Mineralogia Groenlandica (København 1905), Krystallografi og Mineralogi samt Den vulkanske Aske i Moleret (1918).
Han var medlem af Kommissionen for Ledelsen af geologiske og geografiske Undersøgelser i Grønland fra 1913 og blev medlem af Det Kongelige Danske Videnskabernes Selskab 1919.